# E级核潜艇
E级核动力巡航导弹潜艇（北约代号：Echo class，另翻译为：“回声级”）是苏联第一级核动力巡航导弹潜艇，由红宝石设计局设计。

## 659型
1956年，苏联政府决定建造核动力远洋巡航导弹潜艇以试图在远洋抵抗美军为首的盟军航母战斗群，遂制定659计划书决定研制装被П-5型反舰巡航导弹，以H级核潜艇和W级潜艇的改装型号为设计蓝本。计划书中确定1961年要交付海军32艘潜艇。1956年末，研制工程展开，由红宝石设计局负责设计。总设计师为II.II.普斯腾采夫（后由H.A.克利莫夫接替）。1957年12月28日首艇K-45号就在列宁共青团造船厂开始建造。其后制造的5艘E-1级艇全部归属苏联太平洋舰队。但该厂缺乏核潜艇和导弹潜艇建造经验,而且远离苏联科技和工业中心,因而659型艇的建造过程并不顺利。一些急需设备不得不从苏联的欧洲部分地区紧急订购和空运。尽管遇到了种种困难,还是在1961年顺利向海军交付了2艘潜艇。659型艇最后一共建造了5艘。
1957年，П-5导弹在W级潜艇的改装型号上进行数次试射并最终成功完成导弹系统的研究。随后П-5导弹被用于更多的W级潜艇的改装型号以及J级潜艇中。但E-1级艇的最初装备П-5型导弹是惯性制导、0.9马赫、射程500公里、CEP为3000米带一枚重1000公斤20万-35万吨当量的核弹头打击美国海岸城市。发射导弹的时候潜艇必须保持水面状态并且停车使得E-1级艇易遭敌摧毁。随后苏联在E-1级研制完成之后迅速就开始了675型（E-2级）以及651型（J级）的研制，同时开始研制的还有用于攻击活动目标的П-6型反舰导弹。

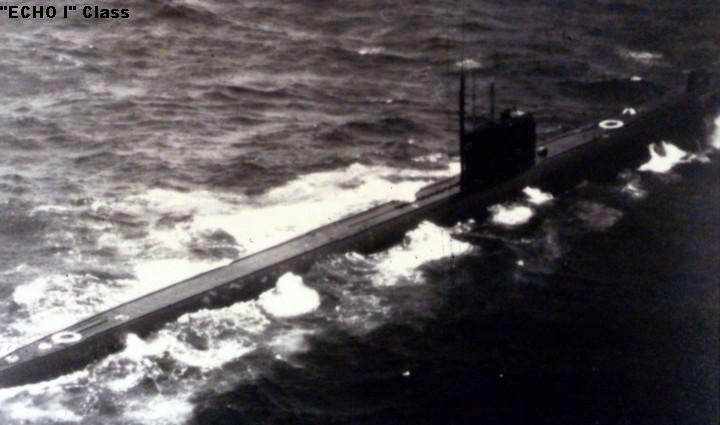
游弋中的659T型

659型（北约代号Echo I）一共建造了5艘，全部于1961年－1963年间开工，建成以及服役，还有一艘K-30号艇在1961年建造完成之后因为675计划而停止建造。北约将659型以及其后的巡航导弹潜艇全部标为“SSGN”。659型装备6座П-5D型导弹发射筒以及6发导弹。由于П-5D型导弹不具备攻击活动目标的能力，使得其战略意义远大于其真正的战斗价值。1969年－1974年，这5艘659型艇被改装为659T型（型号总设计师O.K.马尔戈林)，即改装为普通的核动力攻击潜艇，撤掉了П-5导弹发射筒以及相关系统，外层壳也重新焊接以减小阻力及其带来的噪音。声纳系统也改成了N级上所装备的声纳系统。全部5艘659型艇均服役于太平洋舰队，其中K-122艇在1983年发生事故之后返厂大修，后在1985年10月解除正式役，列入备用役，全部659型艇在苏联解体之后陆续除役。
| 舷号  | 工厂产品号 | 开工日期   | 下水日期   | 服役日期   | 舰队       | 注释                                |
| ----- | ---------- | ---------- | ---------- | ---------- | ---------- | ----------------------------------- |
| K-45  | 140        | 28.12.1958 | 12.03.1960 | 28.06.1961 | 太平洋舰队 | 改装为659Т                          |
| К-59  | 141        | 09.09.1958 | 25.09.1960 | 16.12.1961 | 太平洋舰队 | 改装为659Т, 更名为К-259             |
| К-66  | 142        | 26.03.1960 | 30.06.1961 | 28.12.1961 | 太平洋舰队 | 改装为659Т, 事故后封存              |
| К-122 | 143        | 21.04.1961 | 17.09.1961 | 06.06.1962 | 太平洋舰队 | 改装为659Т, 1983年8月21日火灾后退役 |
| К-151 | 144        | 21.04.1962 | 30.09.1962 | 28.06.1963 | 太平洋舰队 | 改装为659Т                          |
| К-30  | 145        | 1961       | -          | -          | -          | 未完成                              |

## 675型

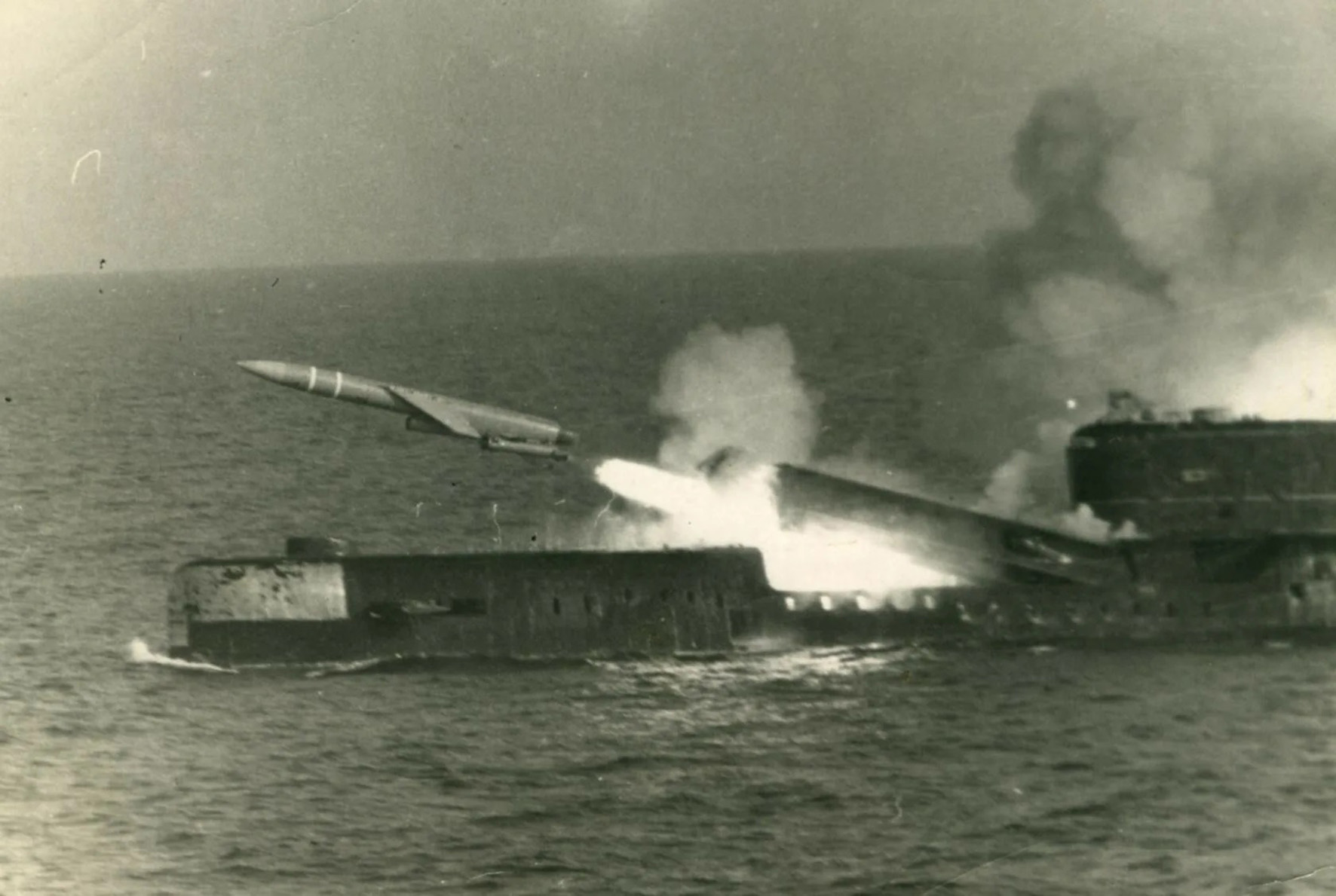
675型巡航导弹核潜艇发射主武器——П-6反舰导弹

675型

鉴于659型的П-5型巡航导弹只能核打击陆上固定目标，不能打击海上反舰目标，1958年苏联政府向设计部门下达了675计划的设计要求书。型号总设计师II.II.普斯腾采夫。其中对于675型艇的作战目的要求为可攻击活动目标并且具备进行攻击海岸固定目标的能力。1961年П-6型导弹设计完成并在W级双筒型上成功试射。1963年675首舰在北德文斯克下水，随后的1963年之1968年间建造了总共29艘，其中北德文斯克16艘，阿穆尔共青城13艘。
675型的导弹系统从П-5D型改装为了П-6型，同时由6组增到了8组，如果需要前往攻击岸上目标也可以换装为可携带核弹头的П-5M舰对陆型巡航导弹。尽管射程增到了450千米，并且能够攻击活动目标，但由于П-6型导弹还是需要在水面发射，并在导弹经过中段轨迹校正和末端引导信息送往第三引导方后才能下潜。这无疑使得潜艇一旦发起攻击遭到追踪和报复的可能性大大增加，从而降低了生存性。随后的1963年，苏联成功研制了П-500型导弹。该型导弹与П-6导弹尺寸没有很大改变，但射程增至550千米，不过该型导弹仍然需要在水面发射。苏联海军总共改装了9艘换装了“玄武岩”式导弹系统(射程500公里)和“燕子”型卫星目标指示系统的675MK型潜艇，其中2艘在北德文斯克改装，另7艘在阿穆尔共青城。1979年，苏联第52设计局研制出了П-1000型导弹，射程增大到了700千米并且能在水下发射。1981年起共有4艘675型被改装成装备П-1000型火山式导弹的675MKV型。1艘艇(675MY型)换装了“玄武岩”式导弹系统和“成功”型目标指示系统;还有1艘艇(675K型)在保留 II-6型导弹的情况下加装了“燕子”型卫星目标指示系统。全部675型于1989年起陆续退役，1994年最后一批675型正式退役标志整个E级核潜艇退出历史舞台。

## 事故
E级核潜艇由于属于苏联早期设计的核潜艇，由此也成为了事故频发的一个潜艇级别。
- 1970年6月20日，E-2级K-108艇在實施瘋狂伊凡後与美国海军遍罗号核潜艇在鄂霍次克海与水下45米左右深处相撞，K-108的外层壳体受损，VIII舱和IX舱受损，遍罗号潜艇塔围壳受损并严重漏水，无人员伤亡记录，是最出名的相撞事故。

- 1973年6月14日，E-2级K-56级与一个苏联拖船相撞，艇首被严重损坏，27人死亡。

- 1973年8月20日，E-1级K-1号在加勒比海搁浅，艇首受到严重损坏

- 1976年9月24日，E-2级K-47级在北大西洋航行时因VIII舱中电路短路引发大火，3人死于燃烧产生的一氧化碳毒气之中。

- 1977年8月28日，E-2级K-22号与美国护卫舰Voge号在地中海海域相撞。两舰同时受到重创：K-22艇1号导弹发射筒以及塔围壳受重创；Voge号艇艉重创丧失动力。

- 1979年7月2日，E-2级K-116艇在日本海域发生反应堆事故，事故原因为左堆冷却棒耗尽造成。一些艇员受到核辐射影响，但当时没有人员伤亡。

- 1980年8月21日，E-1级K-122艇在冲绳东部85英里处航行时VII舱着火，14人死于一氧化碳毒气之中。

- 1981年9月10日夜间，E-1级K-45号与苏联渔船“Novokachalinsk”号相撞，渔船沉没，潜艇艇首外壳和声纳系统被彻底摧毁。

- 1984年6月18日，E-2级K-131艇航行于巴伦支海的时候VIII舱由于违反安全规定操作起火，13人死于火中。

- 1985年8月10日，E-2级K-431艇（原名K-31）在港中给反应堆灌注燃料时发生爆炸，10人当场死亡，300人受到严重辐射污染并在随后数年死亡。

- 1986年11月，E-2级K-175号在港中停泊时反应堆发生事故，反应舱内发生爆炸并将港口污染，无人当时死亡。

- 1989年6月26日，E-2级K-192艇（原名K-172）发生反应堆事故，右堆第一回路发生异常而停堆。艇员在由于放射能通过第一回路扩散而受到核污染。无人当场死亡，但随后全部艇员都检查出被放射能污染。